# La residència dels déus
La residència dels déus (títol original en francès: Le Domaine des dieux) és el dissetè àlbum de la sèrie Astèrix el gal, amb guió de René Goscinny i dibuix d'Albert Uderzo. Va ser publicat en francès el 1971.
El 2014 es va realitzar una adaptació en dibuixos animats realitzada per Alexandre Astier.

## Sinopsi
Juli César decideix encerclar el poble gal construint un complex residencial destinat als propietaris romans, «la residència dels déus». L'objectiu d'aquesta construcció és per civilitzar als irreductibles i per afeblir-los privant-los del seu recurs principal: el bosc, i així derrotar el darrer bastió que es resisteix a César. Malgrat les intervencions dels gals que pertorben els treballs, es construeix un edifici i pot ser habitat. Els nous habitants de «la residència dels déus» comencen a visitar el poblet per fer les seves compres, i com s'havia previst, comencen a influenciar els seus habitants. De tots ells, només Copdegarròtix, Panoràmix, Astèrix i Obèlix veuen el perill, i Astèrix i Obèlix hi han de trobar una solució.
Per posar fi a aquesta nova forma d'«invasió», Astèrix i Obèlix aconsegueixen alliberar un pis, després, amb el pretext d'afavorir la seva «creativitat», hi instal·len Assegurançatòrix, encantats. A la nit, el bard canta cançons tan insuportables que l'endemà els altres residents abandonen l'edifici. Molèst per aquest nou fracàs, Anglagus expulsa Assegurançatòrix de la residència dels Déus.
Al poble, però, els gals consideren per unanimitat que aquesta expulsió els suposa un afront i, com a represàlia, marxen a enderrocar l'edifici romà -on s'acaben de traslladar els legionaris en vaga del camp de l'Aquarium.
Definitivament desanimat, Anglagus abandona el projecte i abandona la Gàl·lia, mentre els irreductibles gals organitzen un banquet al bosc, al voltant de les ruïnes de la residència dels Déus coberts per arbres que han tornat a créixer gràcies a les llavors màgiques.

## Comentaris
- En el moment de l'aparició de l'àlbum a França es van fer grans esforços publicitaris pel llançament del gran centre comercial Parly II.[3] En una entrevista publicada poc després de la publicació de l'àlbum, René Goscinny va dir: «A La residència dels déus, vaig encaixar urbanitzacions, col·lapsant sota un fals luxe; No m'he inventat res, vaig partir d'un anunci que apareixia a tots els diaris: els nens també ho van veure».[4]
- Per tercera vegada apareix la rendició del cabdill gal Vercingetòrix als peus de Cèsar. Aquest cop la imatge és més tràgica, car és mostrat amb les vestidures esquinçades pel setge i es troba agenollat als peus de Cèsar.
- L'animador del circ que fa el sorteig d'un habitatge a «la residència dels déus» pren les faccions de Guy Lux, famós presentador de concursos i entreteniments televisius a França.[5]
- Quan Juli César comenta els talents de l'arquitecte, parla dels d'uns locals on es pot aparcar dins per veure l'espectacle i els "drug-tabernae", on es troba tot el que es vol, en referència als famosos drive-in americans (on es veu la pel·lícula sense sortir del cotxe) i dels drugstores, l'equivalent a les farmàcies als Estats Units. A més, Goscinny juga sovint amb la traducció dels mots.
- Apareix l'origen dels pirates: són els esclaus constructors de la «la residència dels déus» reconvertits i amb grans esperances de futur.
- Al banquet final també hi participa feliçment el bard Assegurançatòrix sense veure's amenaçat per Esautomàtix. La seva lira reposa, ben lluny, als peus de les restes d'una columna de «la residència dels déus».